# 오톤 파비아
오톤 파비아(프랑스어: Automne Pavia, 1989년 1월 3일~)는 프랑스의 유도 선수이다. 2012년 하계 올림픽에서 여자 라이트급 부문 동메달을 획득했으며 세계 선수권 대회에서 동메달 2개 획득했다.